# Solenopsis interrupta
Solenopsis interrupta är en myrart som beskrevs av Santschi 1916. Solenopsis interrupta ingår i släktet eldmyror, och familjen myror. Inga underarter finns listade i Catalogue of Life.